# Обнорська Слобода
Обно́рська Слобода́ (рос. Обнорская Слобода) — присілок у складі Грязовецького району Вологодської області, Росія. Входить до складу Ростиловського сільського поселення.

## Населення
Населення — 11 осіб (2010; 27 у 2002).
Національний склад (станом на 2002 рік):
- росіяни — 100 %